# Людина-бомба (фільм)
Людина-бомба (англ. Human Timebomb) — американський бойовик 1995 року.

## Сюжет
Спецагент ФБР, колишній морський пехтінец Паркер разом з агентом ЦРУ Джиною відправляються на Кубу, щоб виміняти американця на кубинського торговця наркотиками, заарештованого в Штатах. На острові свободи їх чекала пастка — зрадник американського народу Прайс і генерал, замишляють повалити Фіделя, готового піти на мирову з Америкою, схопили обох і вживили Паркеру мікросхему, перетворивши його на вбивцю. Такі людські бомби уповільненої дії вони збираються використовувати для брудних цілей. Але Паркеру вдається звільнитися з-під контролю мікрочипу.

## У ролях
- Брайан Джинесс — Паркер
- Дж. Сінтія Брукс — Джина
- Кріс Бьюкенен — керівник ФБР
- Джо ДаСілва — Соня
- Франц Добровскі — Пабло
- Білл Флінн — Хуарес
- Леслі Фонг — Ернесто
- Ентоні Фріджон — генерал Арназ
- Джессіка Гілберт — медсестра
- Джеккі Гренвальд — прес-агент
- Криска Вілковська — Хуаніта
- Сандра Хедлі — подруга Хуаніти 1
- Шеллі Ендрюс — подруга Хуаніти 2
- Гевін Гуд — Майк
- Лайонел Хантер — Бост
- Майк Джойс — генерал Атвотер
- Тревор Касс — м'язистий охоронець
- Джо Лара — Прайс
- Лайам Канділл — агент безпеки 1
- Адріан Валдрон — агент безпеки 2
- Дерек Говетті — агент безпеки 3
- Прінц Санні — агент безпеки 4
- Джеррі Бадер — агент безпеки 5
- Хуан Майберг — агент безпеки 6
- Едвін Мабхена — агент безпеки 7
- Ісаак Мевімбелла — Матінга
- Брюс Міллар — диктор
- Памела Номвете — бос ФБР
- Роберто Перез — Мендоза
- Роберт Вайтхед — Хуліо
- Барбара Рубін — жінка Хуліо
- Клайв Скотт — Крокер
- Торстен Ведекінд — агент казначейства 1
- Ларрі Шакіновські — агент казначейства 2
- Кріспін Де Нюйс — хрург 1
- Жак Сінгер — хрург 2
- Мартін Ворвег — пілот
- Курт Егельхоф — пілот вертольота
- Дерріл Вернер — охоронець Пабло
- Джеймс Вайл — лідер банди
- Гарі Райт — наречений
- Ліза Де Віллерс — наречена
- Гідеон Емері — охоронець камери
- Пол Брандт — молодий охоронець камери